# Sete Palmos de Testa
Sete Palmos de Testa foi uma série mensal de debates moderados por Ana Zanatti, com jovens com idades entre 17 e 22 anos, sobre assuntos de todas as gerações exibido na RTP 2 de Novembro de 2008 e Março de 2009. O projeto foi criado no Verão de 2008 por Ana Zanatti, Andrea Basilio, Filipa Reis e Teresa Paixão. O título foi sugerido pela produtora Andrea Basilio. O cenário foi criado por João Miller Guerra, o genérico é de autoria da MOLA, guarda roupa de Ana Zanatti era de Isilda Pelicano. Realização de Filipa Reis.
Foi gravado no estúdio 2 da RTP aos sábados. O processo de produção do programa implicou uma pesquisa rigorosa que foi feita por Andrea Basilio, cada programa exigiu dois dias de reunião de conteúdo entre as autoras, Ana Zanatti estudava a pesquisa em casa nos restantes dias. Aos sábados eram gravados dois programas, um entre as 12 e as 14h, outro entre as 17 e as 19h. A série teve 10 episódios de 50 minutos que foram gravados em duas partes: 5 programas em Novembro e Dezembro e os restantes 5 em Fevereiro e Março. A escolha dos 6 convidados foi feita através da Internet, com uma inscrição. A vantagem deste sistema foi permitir que não se caísse na tentação de convidar os amigos ou a família com o argumento de que "são muito giros", a desvantagem foi o facto da maioria das pessoas que se inscreverem serem pessoas com ambições dentro do mundo artístico o que "envenena" um pouco o objectivo do projeto. O orçamento do programa era de 20.000€, o que permitiu trazer jovens do país todo e experimentar uma projecção com um VJ. A programação desta série foi um pouco especial, tinha periodicidade mensal o que é muito raro em televisão, o programa ia para o ar no terceiro Domingo de cada mês às 21h na RTP 2. A repetição na RTP 2 fez-se às 00.30h. A série obteve uma média de 120 mil espetadores por programa , tendo atingido 250 mil como máximo, no programa sobre o Poder e 7 mil como mínimo, o programa sobre religião.
Sete Palmos de Testa teve uma edição especial em Novembro de 2009 para comemorar os 20 anos da Rua Sésamo.
Ana Zanatti ganhou um prémio da Rede Ex eaquo como autora do projecto pela defesa do fim da discriminação dos homossexuais. Ana Zanatti , Andrea Basilio, Filipa Reis e Teresa paixão, foram convidadas pela Prof.Doutora Cristina Ponte , a dar uma aula sobre o projecto ao Curso de Comunicação Social da Universidade Nova de Lisboa, em Maio de 2009.